# エグゼドエグゼス
『エグゼドエグゼス』 (EXED EXES) は、1985年に稼働したカプコンのアーケード用縦スクロールシューティングゲーム。正式名称は『超浮遊要塞（ちょうふゆうようさい） エグゼドエグゼス』。北米版タイトルはSavage Bees。
昆虫型の敵を倒していき、超浮遊要塞EXED EXES（エグゼドエグゼス）を破壊することが目的の本作は、後に家庭用ゲーム機に移植された（#移植版）。

## ゲーム内容
2人同時プレイが可能であり、1P側の自機「カーネル」号（青）、2P側「サージェント」（緑）号を操作する。操作は八方向レバーとボタン1のショット・ボタン2のクラッシュの2ボタン制。ショットは自機の弾に射程があり、飛距離を変更できる。後述のパワーアップアイテムを取ることで平均射程も伸びる。クラッシュは持っている佐吉（★）の数だけ画面上の敵弾を一掃できるという副武装に割り当てられている。カプコン後期作品の「メガクラッシュ」の原型だが、効果があるのは画面内の敵弾の消去のみで雑魚敵には無効、ボスの砲台にもダメージを与えられず使用時に自機は無敵にならない。佐吉の数は画面下部の真ん中に白い星で表示されており、通常は3個からスタートする。佐吉は基本自機がエクステンドすると効果音に合わせ画面上部をゆっくり横切るため通常のアイテム同様取得すればストックが増える。2P同時プレイの場合、佐吉のストック数は共通である。自機の移動速度は、移動する方向により異なり、横方向への移動速度が一番速く、次に上方向への移動、そして下方向への移動が一番遅い。
面構成はROUND制。さらに各ROUNDは複数のエリアで構成され、基本的に通常エリア→ハイポイントエリア（ボーナスエリア）→通常エリア→ボスの繰り返しである。なお、面によってはボスが連続して出現したり、通常エリアが非常に短かったり、という場合もある。ROUNDの後半に行くとボス2連戦や3連戦が多くなる。ボスを撃破すると撃破BGMと合わせボス毎に異なるお祝いメッセージが表示され、倒したボスに応じた撃破ボーナスが加算される。なお、今いるエリアの判別はBGMで行うことができ、ボスについては出現前と出現後でBGMが異なるため、ボスが近い状況やボスが連続して出るということをBGMで分かるようになっている。
Powという白い文字だけのアイテムは、取ると画面上の敵キャラクターが全てボーナスアイテムのフルーツに変化する。特にハイポイントエリアでは背景がブラックアウトすると基本的に敵が弾を撃たなくなり、必ずPowが出現する。Powと中に描かれた赤い玉を取ると自機がパワーアップするが、実際には威力や当たり判定には変化がなく、パワーアップするのは射程のみである。また、woPという文字が反転している玉があり、取ると10,000点ボーナスというかなり高いスコアが入る代わりに初期状態にパワーダウンしてしまうアイテムもある。
パワーアップすると自機の弾が変化し二連装、三連装になるが、その際ショット形状だけでなく自機の見た目も変化する。なお、パワーアップは段階的に行われるわけではなく、取得したPowの玉の色の効果が継続する。Powの文字が黄色であれば自機の弾が二連装（通常より射程長）、Powの文字が白で周りが黄色なら三連装（射程有）、さらにPowの文字が白で周りが金色だと三連装（射程無限）になる。Powを取るとBGMが中断され流れる固有のファンファーレに合わせ自機とショットが変化するので何を取ったかを効果音で判別するのは可能。ただし、自機が三連装の時に、二連装になる玉を回収するとパワーアップ効果が上書きされてしまい、実質パワーダウンする。Powは通常ボス攻略前に流れてくるが、面によっては通常エリアやハイポイントエリアでも出現し、後半ボスとなると攻略中にも流れてくる。
ゲームオーバーとなっても、10カウント以内にコインを投入してスタートボタンを押すと何回でもコンティニューが可能。コンティニューするとスコアは0点にリセットされる。なお、1人プレイで開始したときや、2人プレイでも片側がコンティニューせずにゲームオーバーとなった状態から途中参加することはできない。

### フィーチャー / 隠しフィーチャー
これらは、基本的にアーケード版の仕様である。
- 得点でエクステンドすると画面の端から佐吉が出現し、画面を横切る。これを取ると5,000点のボーナス、さらにクラッシュが1個増える。最大10個までストック可能。
- 砲台にギリギリまで接近すると、その砲台は弾を撃ってこない。
- どんなに耐久力の高い敵でも、体当たりすれば自機ストックが減る代わりに一撃で破壊できる。
- 特定の地上物を破壊すると、そこに隠れキャラが出る。取ると500 - 50,000点、または1UPとなる。1UPは4面と8面にある。8面にはPowも隠されている。大量に出現するフルーツも、厳密に言えば隠しキャラである。
- 特定の場所を通過すると、5,000点または10,000点のボーナス点が入る。
- 電源投入後16コイン毎にトンボが横切る。それを撃つと10,000点のボーナス。
- デモプレイ中、クラッシュの残量がある時にクラッシュボタンを押すとクラッシュが効く。

### バグ
- Powを2人で同時に取ると、2人共パワーアップ可能。
- デモプレイ中にクラッシュして画面が点滅している間にタイミング良くコインを投入してゲームを始めると、背景が真っ黒になったり、点滅したままになったりする。

### 1,000万点
本ゲームのプレイヤーの目的は、ゲーム名にある通りに超浮遊要塞エグゼドエグゼスを撃破することであるが、真の最終目標は1,000万点を取ることである。1,000万点を取ると唐突に「10000000PTS おめでとう」というメッセージが表示されてファンファーレが鳴り、ゲーム終了となる。その際に、1,000万点を超えた点数はすべて切り捨てられる。コンティニューするとスコアが0点に戻るため、ノーコンティニューで達成する必要がある。

## 敵キャラクター
この作品に登場する敵キャラクターは空中物はもとより、砲台などの地上物にも当たり判定が存在する。

### 主な雑魚キャラクター
アブ
ゲームスタート後、最初に出現する敵。画面の左右から出現する。
低速であり方向転換しないが2WAY弾を撃ってくる。
トンボ
画面最下部より出現後、低速で自機を追尾しつつ3WAY弾を撃ってくる。
ラウンド1中盤から出現し、以降巨大昆虫との複合攻撃や浮遊要塞の護衛としても登場する。
スティングレイ
ラウンド2以降、各ラウンドの最初に出現する敵。画面最上より一列に並び出現する。最初は自機より低い高度を飛んでいるため当たり判定が無く、一列のまま自機と同じ高度に上昇した後、左右に高速で散開していく。編隊を全滅させると1000点。
ラブ・スカル
髑髏そのままの敵。「笑っているドクロ」の異名を持つ。
ハイポイントエリアで大量に出現するほか、浮遊要塞の砲台や、編隊を組んで攻撃してくるタイプも存在する。撃破には5発必要。
スピン・スカル
髑髏マークのコイン状の敵。回転しながら左右に振れながら降下してくる。
弥七
風車の形をした敵。直進した後自機に向かって方向転換し、体当たりを仕掛けてくる。浮遊要塞の護衛として登場する。
デスラー
フォーメンションを組んだ形で突然出現した後、全く動かず再度瞬間移動したのち消滅する。3編隊が連続して出現し、それぞれ円陣、十字型、×時型の順で出現する。編隊を1つ全滅させる毎に1,000点。

### 地上物
砲台
4方向同時に弾を撃つ砲台、30発で破壊できる砲台、移動する砲台などがある。
レーダー
2発で破壊可能。緑色の外装で赤く点滅する窓がある。
スーパーウォール
6発で破壊可能。Powが出現することがある。

### 巨大昆虫
他の雑魚キャラクターよりも大型の敵。6種類存在するが、全種類以下の共通点がある。
- 撃ってくる弾は破壊できる。
- 撃破には10発以上必要。
- 色は緑色だが、耐久力がなくなると黄色から赤紫に変色する。
- 赤紫色になると体当たりを仕掛けてくる。
- 撃破すると3,000点または5,000点。
- Powを取ると10,000点の大型フルーツになる。

### 浮遊要塞
本作のボスキャラクター。各ラウンドに1 - 3隻出現するが、EXED EXESが出現するラウンド16ではそれまで出現した浮遊要塞との連戦となる。
浮遊要塞は船体にコアと砲台が設置され、撃破にはこれらを全て破壊しなければならない。ラウンドを追う毎により耐久力の高い砲台が多数設置され、同型でも難易度が上昇する。
出現後、一定時間を過ぎるか、コアのみ残すと画面下へ向かって撤退し、クリアーとなるが撃破ボーナスは獲得できない。

#### バリエーション
ラウンドは16以降ループするため、ここではラウンド16までの出現ラウンドのみを記載する。
ヘクルス
ラウンド1, 9, 16に出現する軽量型の浮遊要塞。船体はH型。
EXES 1号
ラウンド2, 10, 16に出現する小型の浮遊要塞。船体は正方形で、浮遊要塞では最も小型。
EXES 3号
ラウンド3, 4, 9, 16に出現。船体はEXES1号を左右に繋げた形状。
ツインクル
ラウンド4, 12, 16に出現するクルスの強化型。船体は十字架を2個繋げたような形状。
EXES 2号
ラウンド5, 11, 14, 16に出現。船体はEXES3号を縦にした形状。
トリクル
ラウンド6, 10, 15, 16に出現。ツインクルの発展改良型。船体は十字架を3個繋げた形状。
SUPER EXES
ラウンド7, 8, 11, 12, 13, 15, 16に出現するEXES型浮遊要塞の最新型。船体はEXES型の拡大版。
試作型EXED EXES
ラウンド8, 12, 13, 14, 16に出現する浮遊要塞。最終兵器EXED EXESの開発過程で生産された。船体はSUPER EXESより大型でピラミッド状。
EXED EXES
ラウンド16に出現するEXES軍の最終兵器。船体および砲台とコアの数は試作型と同じだが、砲台の配置が異なり、かつ全ての砲台が最強の黒砲台のみで構成されている。

## 開発
ゲームタイトルは「力強さを持たせるために濁音を入れた造語」で作られた。

### ロケテストバージョン
ロケテストバージョンではメガクラッシュがなく自機の弾を二発当てることで敵弾が破壊できる仕様だったが、ロケテストでプレイ時間が長くなったことから没になった。また、このバージョンでは最初の要塞は「クルス」という十字架型のものだったが、通常販売版では「H」形になっている。なお、十字架が二連、三連になった「ツインクル」「トリクル」はそのまま登場している。ロケ終了後も、一部店舗ではこのバージョンがプレイできた。

## 移植版
| No. | タイトル                                                                                      | 発売日                                                    | 対応機種                                         | 開発元                | 発売元   | メディア                                        | 型式                                 | 備考                                             | 出典                    |
| --- | --------------------------------------------------------------------------------------------- | --------------------------------------------------------- | ------------------------------------------------ | --------------------- | -------- | ----------------------------------------------- | ------------------------------------ | ------------------------------------------------ | ----------------------- |
| 1   | エグゼドエグゼス                                                                              | 1985年12月21日                                            | ファミリーコンピュータ                           | マイクロニクス        | 徳間書店 | 512キロビットロムカセット                       | GTS-EE                               |                                                  |                         |
| 2   | カプコンジェネレーション 第3集 ここに歴史はじまる Capcom Generations 3 - The First Generation | 1998年10月15日 1999年9月3日                               | PlayStation セガサターン                         | カプコン              | カプコン | CD-ROM                                          | PS: SLPS-01649 SLES-21881 SS:T-1234G | アーケード版の移植 欧州ではPlayStation版のみ発売 |                         |
| 3   | カプコン クラシックス コレクション                                                            | 2005年9月27日 2005年11月18日 2006年3月2日                 | PlayStation 2 Xbox                               | カプコン              | カプコン | DVD-ROM                                         | SLUS-21316 SLES-53661 SLPM-66317     | アーケード版の移植 日本ではPS2版のみ発売         |                         |
| 4   | カプコン クラシックス コレクション Capcom Classics Collection Reloaded                        | 2006年9月7日 2006年10月24日 2006年11月10日 2006年11月16日 | PlayStation Portable                             | カプコン              | カプコン | UMD                                             | ULJM-05104 ULUS-10134 ULES-00377     | アーケード版の移植                               |                         |
| 5   | エグゼドエグゼス                                                                              | 2010年9月21日 2011年1月7日 2011年1月10日                  | Wii                                              | カプコン              | カプコン | ダウンロード （バーチャルコンソールアーケード） | -                                    | アーケード版の移植                               | [ 2 ] [ 3 ] [ 4 ] [ 5 ] |
| 6   | カプコン アーケード キャビネット                                                              | 2013年2月19日 2013年2月20日                               | PlayStation 3 (PlayStation Network)              | M2 ゴッチテクノロジー | カプコン | ダウンロード                                    | NPJB-00210                           | アーケード版の移植                               |                         |
| 7   | カプコン アーケード キャビネット                                                              | 2013年2月20日                                             | Xbox 360 (Xbox Live Arcade)                      | M2 ゴッチテクノロジー | カプコン | ダウンロード                                    | -                                    | アーケード版の移植                               |                         |
| 8   | Capcom Arcade Cabinet: Game Pack 5                                                            | 2013年4月16日                                             | PlayStation 3 (PlayStation Network)              | M2 ゴッチテクノロジー | カプコン | ダウンロード                                    | -                                    | アーケード版の移植                               |                         |
| 9   | Capcom Arcade Cabinet: Game Pack 5                                                            | 2013年4月17日                                             | Xbox 360 (Xbox Live Arcade)                      | M2 ゴッチテクノロジー | カプコン | ダウンロード                                    | -                                    | アーケード版の移植                               |                         |
| 10  | Capcom Arcade Cabinet: All-In-One Pack                                                        | 2013年5月21日                                             | PlayStation 3 (PlayStation Network)              | M2 ゴッチテクノロジー | カプコン | ダウンロード                                    | -                                    | アーケード版の移植                               |                         |
| 11  | Capcom Arcade Cabinet: All-In-One Pack                                                        | 2013年5月22日                                             | Xbox 360 (Xbox Live Arcade)                      | M2 ゴッチテクノロジー | カプコン | ダウンロード                                    | -                                    | アーケード版の移植                               |                         |
| 12  | カプコンアーケード2ndスタジアム Capcom Arcade 2nd Stadium                                     | 2022年7月22日                                             | Nintendo Switch PlayStation 4 Xbox One PC(Steam) | カプコン              | カプコン | ダウンロード                                    | -                                    | アーケード版の移植                               | [ 6 ]                   |

ファミリーコンピュータ版
徳間書店から1985年に発売された。当初、カプコンが自社での発売を検討していたが、年間に発売できるタイトル本数の制限に引っかかるために、カプコン社内において「自社で発売した方が売れそうな作品」を優先的に自社で発売する事になり、そこで他のタイトルが選択されて本作はその枠から外れ、その結果、本作を徳間書店へ譲渡したという経緯がある。
「2人同時プレイが可能」という仕様に関しては実現しているものの、アーケード基板とファミコンとの性能差などの理由から、大幅なアレンジがなされ全体的にかなりのデチューンが施された内容となっている。
ゲーム中には、ファミコンのハードウェアが持つスプライト処理能力を大幅に超える敵・敵弾が飛び交うこともあって、画面のちらつきやスプライト欠け（当たり判定のある敵や敵弾が消えて見えない）が非常に多い。
この事について、当時、このファミコン版の発売元である徳間書店が発行していたゲーム専門誌『ファミリーコンピュータMagazine』では「EXES軍は画面上にいっぱい現れるとフラッシュ攻撃をしてきて見えにくくなるぞ!」等という記事を掲載していた。
パッケージ等のイラストは、発売前はメカのイラストだったが、発売時には、絵柄がパイロットの男の子がカーネル号に乗っているファミコン版オリジナルのイラストに差し替えられた。いずれも、アーケード版のポスターなどの図版は一切使用されていない。
獲得スコアによってゲームオーバー時に表示される三種のパスワード（7文字の英文文字列）をソフト付属の応募券とともに徳間書店に送ると、先着順でシリアルナンバー入りのラベルステッカーがもらえるキャンペーンが行われた。
アーケード版からの変更点
ゲーム全体のスピードが遅く、またフレームレートは20fpsである。多重スクロールもカットされている。
ステージ数はアーケード版とは異なり無限となっており、99面の次がA0面、その次がA1面…となる。実際には一部の面がループしており、17面以降は一定の法則で過去の面が登場するようになっていた。
アーケード版の「1000万点獲得でエンディング」というルールは削除されており、クリア・エンディング画面等は一切存在しない。得点は1000万点を超えるとオーバーフローを起こしカウントが0に戻る。
なお、アーケード版では3種類あったPowと書かれた自機がパワーアップする玉状アイテムは2種類しか存在しない（射程が無限になるものがカット）他、アイテム取得時に鳴るファンファーレも1種類のみに削減されている。
アブ
アーケード版とは出現するアルゴリズムが全く異なっており、ファミコン版では、画面四隅や上部などから4 - 7匹が同じ一定のタイミングで出現し、2WAY弾を全てのアブが同じタイミングで撃ってくる。
トンボ
アーケード版では自機を追尾するが、ファミコン版では自機は追尾せず、画面下部から数匹同時に出現して、3WAY弾を全てのトンボが同じタイミングで撃ってくる。
デスラー
ファミコン版では十字型の編隊のみが出現し、アーケード版にあった他の種類のデスラーは全てカットされている。
EXES 1号
ファミコン版には登場しない。
EXES 2号
ファミコン版には登場しない。
トリクル
ファミコン版には登場しない。
SUPER EXES
ファミコン版では、この型の要塞の全砲台（計13個）が全て最も耐久力のある黒砲台に変更された最強化型が「EXED EXES」として登場する。
試作型EXED EXES
ファミコン版には登場しない。
EXED EXES
ファミコン版では、SUPER EXESの砲台13個が全て最も耐久力のある黒砲台に変更された最強化型が「EXED EXES」として登場するため、アーケード版オリジナルのEXED EXESは登場しない。

セガサターン、PlayStation版
1998年10月15日発売の『カプコンジェネレーション 第3集〜ここに歴史はじまる〜』に収録された。また、PlayStation版は2005年5月25日発売の『カプコン レトロゲーム コレクション Vol.3』（攻略本付の廉価版）として再発売された。BGM・効果音ともに再現されている。『カプコンジェネレーション』シリーズの他の収録作品と比べて、本作のみオート連射の速度が遅い。
PlayStation 2版
2006年3月2日発売の『カプコン クラシックス コレクション』に収録された。BGMは忠実に再現されているが、効果音の音程が正確に再現されていない。他の収録作品と比べて、本作のみオート連射の速度が遅い。
PlayStation Portable版
2006年9月7日発売の『カプコン クラシックス コレクション』に収録された。オプションでオート連射の設定ができるが、『カプコン クラシックス コレクション』の他の収録作品と比べて、本作のみオート連射の速度が遅い。PlayStation 2版同様、効果音の音程がずれている。
Wii版
2010年9月21日よりバーチャルコンソールアーケードで配信開始。

## 評価
| 項目 | キャラクタ | 音楽 | 操作性 | 熱中度 | お買得度 | オリジナリティ | 総合  |
| 得点 | 2.84       | 2.56 | 2.67   | 2.50   | 2.26     | 2.44           | 15.27 |

アーケード版
ゲーメストムック『ザ・ベストゲーム2』（1998年）においてライターの京城は、昆虫と髑髏をモチーフとした敵キャラクターや、蜂の巣のような無機質な背景が独特の世界観を築いていると指摘した他、音楽に関しては「通常面の神秘的な曲や、ボス戦の異様で不安を掻き立てる曲などが盛り上げてくれた」と肯定的に評価した。その他、敵をビッグフルーツに変えて回収する時の爽快感が本作の最大の魅力であると称賛した。
ファミリーコンピュータ版
ゲーム誌『ファミリーコンピュータMagazine』の読者投票による「ゲーム通信簿」での評価は別記の通り15.27点（満30点）となっている。また、同雑誌1991年5月10日号特別付録の「ファミコンロムカセット オールカタログ」では、「画面がちらつき弾が見づらく、かなり目が疲れるのが難点」と評価されている。